# Bruno Frankewitz
Bruno Frankewitz (* 8. Dezember 1897 in Tiefensee; † 11. August 1982 in Straelen bei Geldern) war ein deutscher Generalleutnant im Zweiten Weltkrieg.

## Leben
Frankewitz trat als Kriegsfreiwilliger am 15. September 1914 in das 2. Garde-Feldartillerie-Regiment ein und diente bis 1915 als Artillerist an der Ostfront in Russland. Ab 1916 war er als Artillerie-Beobachter in Ballonzügen der 4. Armee an der Westfront in Frankreich tätig.
Nach dem Ersten Weltkrieg gehörte er als Führer der 1. Kompanie zunächst dem Sturmdetachement von Michelmann an. Am 11. September 1919 kam er dann in das Reichswehr-Infanterie-Regiment 6. Aufgrund der Heeresreduzierung trat Frankewitz am 25. Mai 1920 zur kasernierten preußischen Landespolizei über. 1935 folgte seine Übernahme in das Heer der Wehrmacht. Nach seiner Beförderung zum Major am 1. März 1936 ernannte man ihn zum Kommandeur der I. Abteilung des Artillerie-Regimentes 37 in Gumbinnen.
Im Zweiten Weltkrieg führte Frankewitz als Kommandeur das Artillerie-Regiment 161 als Teil der 61. Infanterie-Division beim Überfall auf Polen und im Westfeldzug in Frankreich. Auch im Russlandfeldzug führte er das Artillerie-Regiment 161, bis er am 14. November 1942 zum Generalmajor befördert sowie zum Kommandeur der 215. Infanterie-Division ernannt wurde. Er führte die Division bis in den Kurlandkessel, aus welchem er nach Swinemünde evakuiert wurde. Zurück im Reich wurde ihm der Auftrag zur Aufstellung der RAD Division Nr. 3 „Theodor Körner“ aus Einheiten der Hitlerjugend und des Reichsarbeitsdienstes (RAD) erteilt. Mit der Division geriet Frankewitz am 7. Mai 1945 in US-amerikanische Kriegsgefangenschaft, aus der er am 8. Juli 1947 entlassen wurde.
Frankewitz heiratete am 31. Mai 1949 die Erbin von Haus Eyll in Straelen, Mariagnes von Kempis. Aus der Ehe ging 1952 der Sohn Stefan, Historiker und Buchautor, hervor.

## Auszeichnungen
- Eisernes Kreuz (1914) II. und I. Klasse
- Verwundetenabzeichen (1918)
- Hanseatenkreuz
- Spange zum Eisernen Kreuz II. und I. Klasse
- Deutsches Kreuz in Gold am 1. April 1942[2]
- Ritterkreuz des Eisernen Kreuzes mit Eichenlaub[2]
  - Ritterkreuz am 29. Februar 1944
  - Eichenlaub am 16. März 1945 (790. Verleihung)